# شطرانه
شطرانه یک منطقهٔ مسکونی در تونس است که در استان اریانه واقع شده‌است.